# Condamineeae
Condamineeae, tribus broćevki, dio potporodice Ixoroideae. Sastoji se od 34 roda grmova i manjeg drveća iz Južne Amerike i Srednje Amerike, te nekih iznimaka iz Azije i zapadnog pacifika, i jednoga i Sjeverne merike. Najvažniji rod je Condaminea DC.
Tribus je opisan 1873.

## Rodovi
1. Alseis Schott
2. Bathysa C.Presl
3. Bothriospora Hook.f.
4. Calycophyllum DC.
5. Capirona Spruce
6. Chimarrhis Jacq.
7. Condaminea DC.
8. Dialypetalanthus Kuhlm.
9. Dioicodendron Steyerm.
10. Dolichodelphys K.Schum. & K.Krause
11. Dolicholobium A.Gray
12. Elaeagia Wedd.
13. Emmenopterys Oliv.
14. Ferdinandusa Pohl
15. Flexanthera Rusby
16. Hippotis Ruiz & Pav.
17. Kajewskiella Merr. & L.M.Perry
18. Lintersemina Humberto Mend., Celis & M.A.González
19. Macbrideina Standl.
20. Macrocnemum P.Br
21. Mastixiodendron Melch.
22. Mussaendopsis Baill.
23. Parachimarrhis Ducke
24. Pentagonia Benth.
25. Picardaea Urb.
26. Pinckneya Michx.; Sjeverna Amerika
27. Pogonopus Klotzsch
28. Rustia Klotzsch
29. Schizocalyx Wedd.
30. Simira Aubl.
31. Sommera Schltdl.
32. Tammsia H.Karst.
33. Warszewiczia Klotzsch
34. Wittmackanthus Kuntze